# HMS Duncan (D99)
«Дункан» (D99) (англ. HMS Duncan (D99) — військовий корабель, лідер ескадрених міноносців типу «D» Королівського військово-морського флоту Великої Британії за часів Другої світової війни.

## Історія створення
«Дункан» був закладений 3 вересня 1931 року на верфі компанії Portsmouth Dockyard у Портсмуті. 22 грудня 1932 року увійшов до складу Королівських ВМС Великої Британії.